# La det swinge
La det swinge è stato il brano musicale vincitore dell'Eurovision Song Contest 1985, interpretato dal duo Bobbysocks in rappresentanza della Norvegia, alla prima vittoria nel concorso canoro europeo.
Il brano è stato scritto da Rolf Løvland.

## Tracce
- 7"

1. Let it Swing – 2:50
2. La det swinge – 2:50

## Formazione
- Hanne Krogh
- Elisabeth Andreassen